# 道の駅長野市大岡特産センター
道の駅長野市大岡特産センター（みちのえき ながのしおおおかとくさんセンター）は、長野県長野市にある国道19号の道の駅である。
オープン当初の名称は道の駅大岡村であったが、大岡村が長野市へ編入したことに伴い、現在の名称に変更した。

## 施設
- 駐車場
  - 普通車：69台
  - 大型車：10台
  - 身障者用：2台
- トイレ
  - 男：大 5器（2器）、小 9器（5器）
  - 女：8器（5器）
  - 身障者用：1器（1器）

※（）内は、24時間利用可能
- 公衆電話
- 大岡村特産センター
  - 農産物直売所
  - 食堂

## 休館日
- 12月31日 - 1月1日

## アクセス
- 国道19号 - 登録路線

## 周辺
- 犀川
- 聖山パノラマスキー場